# After School (film 1912)
After School è un cortometraggio muto del 1912 diretto da Allan Dwan, che aveva come interpreti J. Warren Kerrigan, Pauline Bush, Jack Richardson, Jessalyn Van Trump. Di genere drammatico, fu prodotto dalla American Film Manufacturing Company.

## Trama
Dopo la morte della mamma, Jane Terrell lascia gli studi per prendersi cura della casa mentre Bessie, la sorella minore, continua ad andare a scuola. Il nuovo maestro, Jack Redmond, che va in visita dai Terrell, decide di seguire le due sorelle dando loro lezioni a casa. Bessie, essendosi accorta che Jack si sta innamorando della sorella, si risente e fa in modo che Jane si sacrifichi per lei. Il maestro resta interdetto per l'indifferenza che all'improvviso sembra dimostrargli Jane, ma questo comportamento non lo spinge in alcun modo a interessarsi a Bessie che per lui resta solo una bambina. Lei, invece, cambia presto idea quando alla fattoria giunge un commesso viaggiatore, Jim Reeves, che la affascina tanto da spingerla a scappare di casa con lui. Dopo essere stata abbandonata dal seduttore, Bessie torna alla fattoria e Jane la nasconde nella stalla per paura della reazione del padre. Quando Jack scopre tutta la storia, promette di mettervi riparo. Parte per la città dove rintraccia il farabutto e, minacciandolo con una pistola, lo riporta da Bessie insieme a un giudice di pace che sposa i due. Poi, dopo la cerimonia, manda via Reeves, dicendogli di non farsi più vedere, ma questi, in un sussulto di onestà, decide di restare con la giovane moglie. Il padre, venendo a sapere che Bessie si è sposata, le perdona la fuga, riaccogliendola in casa, mentre Jane e Jack ora possono finalmente riprendere la loro storia d'amore.

## Produzione
Il film fu prodotto dalla Flying A (American Film Manufacturing Company).

## Distribuzione
Distribuito dalla Motion Picture Distributors and Sales Company, il film - un cortometraggio in una bobina - uscì nelle sale cinematografiche degli Stati Uniti l'11 marzo 1912.